# Bataille de Fleurus (1622)
Pour les articles homonymes, voir Bataille de Fleurus.
Guerre de Trente Ans
Batailles
En 1622, la bataille de Fleurus marque un moment important de la guerre de Trente Ans. Elle oppose les troupes de Christian de Brunswick et Ernst von Mansfeld à l'armée espagnole menée par Gonzalo Fernández de Córdoba.
Les protestants étaient en route pour contrer le siège de Bergen op Zoom. Le 29 août 1622, ils furent confrontés aux Espagnols. Les deux partis se livrèrent une bataille sanglante, pendant laquelle Christian de Brunswick perdit le bras gauche (il devait se faire poser, par la suite, une prothèse en argent). Malgré les lourdes pertes, quelque 6 000 hommes de Christian de Brunswick parvinrent à se frayer une route vers Bergen op Zoom et à forcer la levée du siège de la ville.